# سالم الشاذلي
ولد سالم الشاذلي في 24 فبراير 1896 بالمنستير وتوفي في 10 جوان 1954. وهو طبيب ومناضل وطني تونسي شارك مشاركة فعّالة في الدفاع عن سيادة وطنه ضدّ نظام الحماية الفرنسية بتونس.
وجد نفسه بموجب مهنته كطبيب نفساني في مستشفى الأمراض العقلية بمنوبة، يجابه التمييز العنصري الغاشم، لا سيما عندما كان يسلَّط على المرضى عقليا الخاضعون لتعسف المستعمرين لأجانب. أثارت ادانة سالم الشاذلي لحقائق الاستعمار في خطبه وكتاباته غضبَ القوى الاستعمارية الحاكمة. فحاولت إجباره على الصمت باستعمال اتهامات كاذبة ومتتبعات قضائية كانت الغاية منها التضليل وإخفاء الطابع السياسي لنضاله تحت مضاهر جرائم جنائية، حتى تضرب مصداقيته وتشوه سمعته في عيون زملائه وأمام المجتمع. لقد استغرق إثبات الحقيقة وكشف نضاله والدَّور الذي لعبه في الكفاح الوطني عقودًا.

## تكوينه

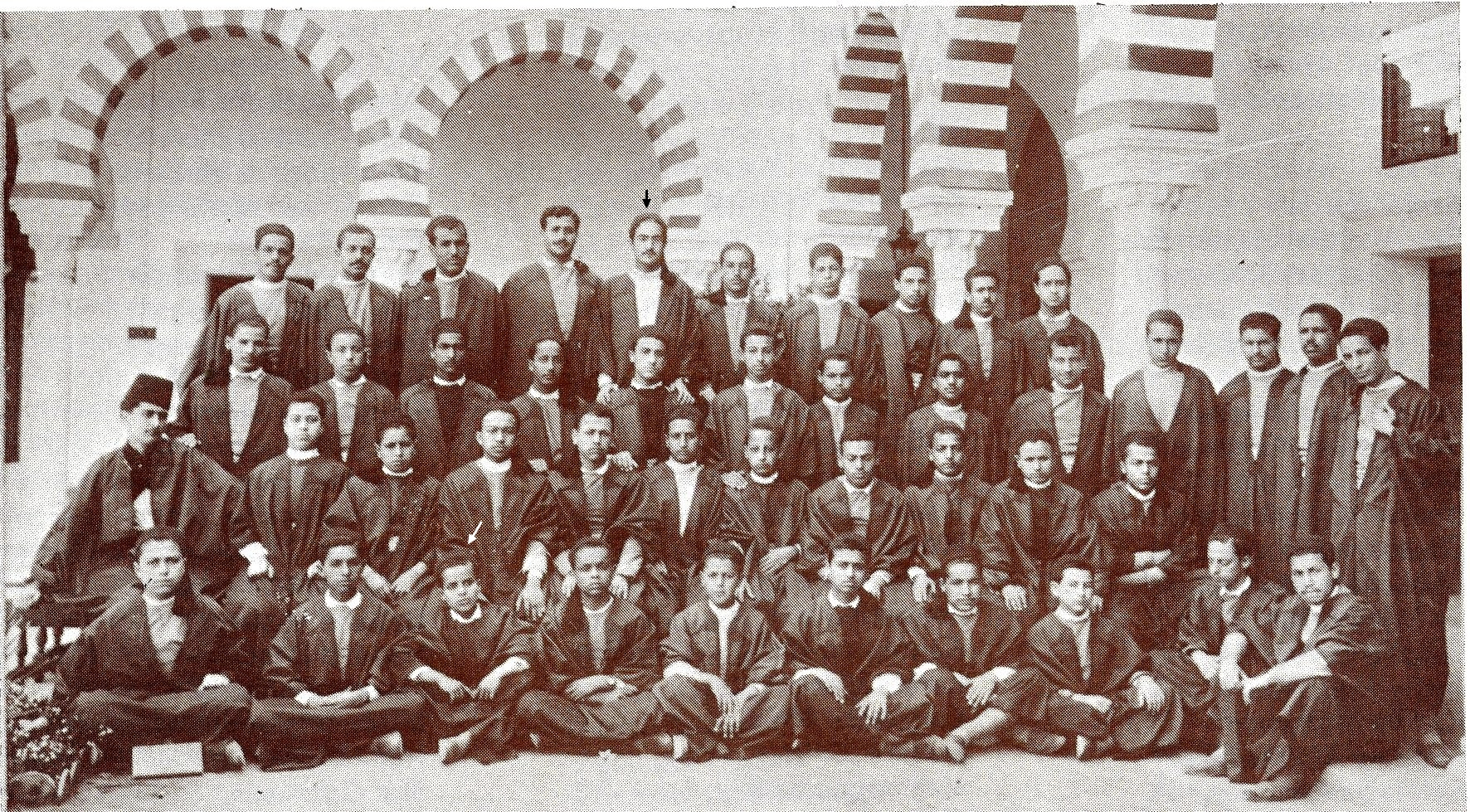
التلاميذ الداخليون بالمعهد الصادقي 1913-1914'سالم الشاذلي واقف في أعلى الصورة (الخامس من اليسار)، الحبيب بورقيبة جالس (الثالث من اليسار)

ولد سالم الشاذلي في 24 فيفري 1896 بالمنستير.
زاول تعلُّمه بالمدرسة الابتدائية الفرنسية-العربية بالمنستير، إلى جانب تلاميذ صاروا فيما بعد من الأعلام التونسيين، من بينهم الهادي نويرة ومحمد صلاح مزالي. فتحت له شهادته ختم الدروس الابتدائية باب الدخول إلى المعهد صادقي، حيث باشر الدراسة بداية من أكتوبر 1911 إلى جوان 1916 وتحصّل على شهادة ختم الدروس الثانوية.
أمّا السنة التي درس فيها بمعهد كارنو الثانوي بتونس فقد قطعتها الحرب، فسافر إلى فرنسا في ديسمبر 1917 حيث أعدّ البكالوريا بمعهد ثونون لي بان Lycée de Thonon-les-Bains وهو يشتغل قيّما بالمبيت الجامعي. ثم بدأ دراسته في كلية الطب بباريس وتخصّص في الطب النفساني. تحصّل على الشهادة في الطب الشرعي والطب النفساني في جويلية 1927. قدَم أطروحة الدكتوراه في الطب بعنوان الإيقاع المتناقض للتعب والتوازن الحمضي القاعدي في الوهن العصبي Rythme paradoxal de fatigue et équilibre acide-base dans la neurasthénie، سنة 1929، تحت إشراف الأستاذ هنري كلود. تحصل على شهادات علمية أخرى في طب المستعمرات (1926)، وطب المسالك البولية والتناسلية (1933)، وطب مرض السل (1934). كما تابع دروس المدرسة الحرة للعلوم السياسية وتحصّل على شهادتها.

## الأنشطة الوطنية
منذ سنة 1917، كان سالم الشاذلي كثيرا ما يسافر من تونون لي بان إلى برن (سويسرا)، حيث كان يلتقي بوطنيين شبان منفيين من تونس، تجمعوا حول محمد باش حامبة، القريب من عبد العزيز الثعالبي ومن الزعيم السوري-اللبناني شكيب أرسلان، المؤيدين للسيادة الوطنية والقومية العربية. كانت السلطات الفرنسية تراقب أعضاء الجمعية مراقبة لصيقة وصنّفت سالم الشاذلي وأصدقاءه الوطنيين على أنّهم «أشخاص مشبوهون».
في جانفي 1919، عند افتتاح مؤتمر السلام في باريس، تحدث رئيس الولايات المتحدة وودرو ويلسون لأول مرة عن حق الشعوب في تقرير مصيرهم. فوجَّه سالم الشاذلي يوم 21 جانفي، رسالة بأسمه الخاصّ، مضمونة الوصول مع إعلام بالاستلام، إلى الرئيس ويلسون، في نزل مورا Hotel Murat حيث كان يقيم في باريس، مطالبا فيها بحق التونسيين في الاستقلال.

### الرئيس المؤسس لجمعية الطلبة المسلمين المغاربيين AEMNA

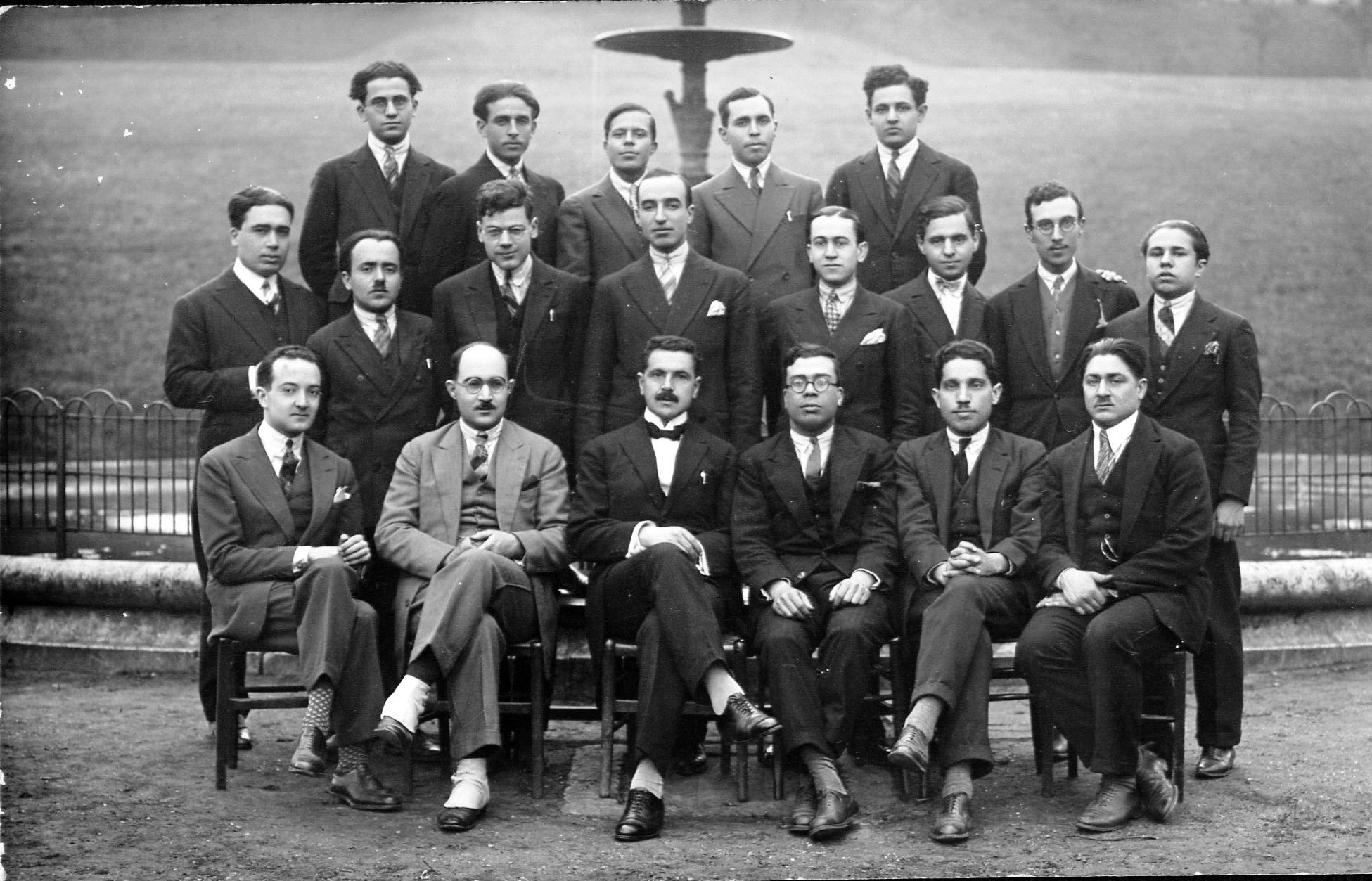
صورة لأعضاء جمعية الطلبة المسلمين المغاربيين (AEMNA)'سالم الشاذلي جالس (الثاني من اليسار).

أسّس سالم الشاذلي أثناء دراسته للطب بباريس [./Https://fr.wikipedia.org/wiki/Association%20des%20%C3%A9tudiants%20musulmans%20nord-africains جمعية الطلبة المسلمين المغاربيين] مع خمس عشرة طالبا مغاربيا. أعدّت اللّجنة المؤسّسة قانونها الأساسي في أكتوبر 1927 (9). وانتُخب سالم الشاذلي أوّل رئيس لها (ديسمبر 1927- ديسمبر 1928) (10). اشتهر الكثير من طلبة هذا المكتب المدير الأوّل بنضالهم وكفاحهم لتحرير بلدانهم، بالخصوص التونسيان الطاهر صفر وأحمد بن ميلاد والمغاربة: أحمد بلافريج، [./Https://fr.wikipedia.org/wiki/Mohamed%20Ghali%20El%20Fassi محمّد غالي الفاسي] ومحمّد الوزّاني (11).
عملت هذه الجمعية طيلة سنوات عديدة على تكوين نخبة فكرية في البلدان المغاربية، إلى أن تحصَّلت هذه الدول على الاستقلال.

### عضو بالمجلس الوطني لحزب الدستور الجديد

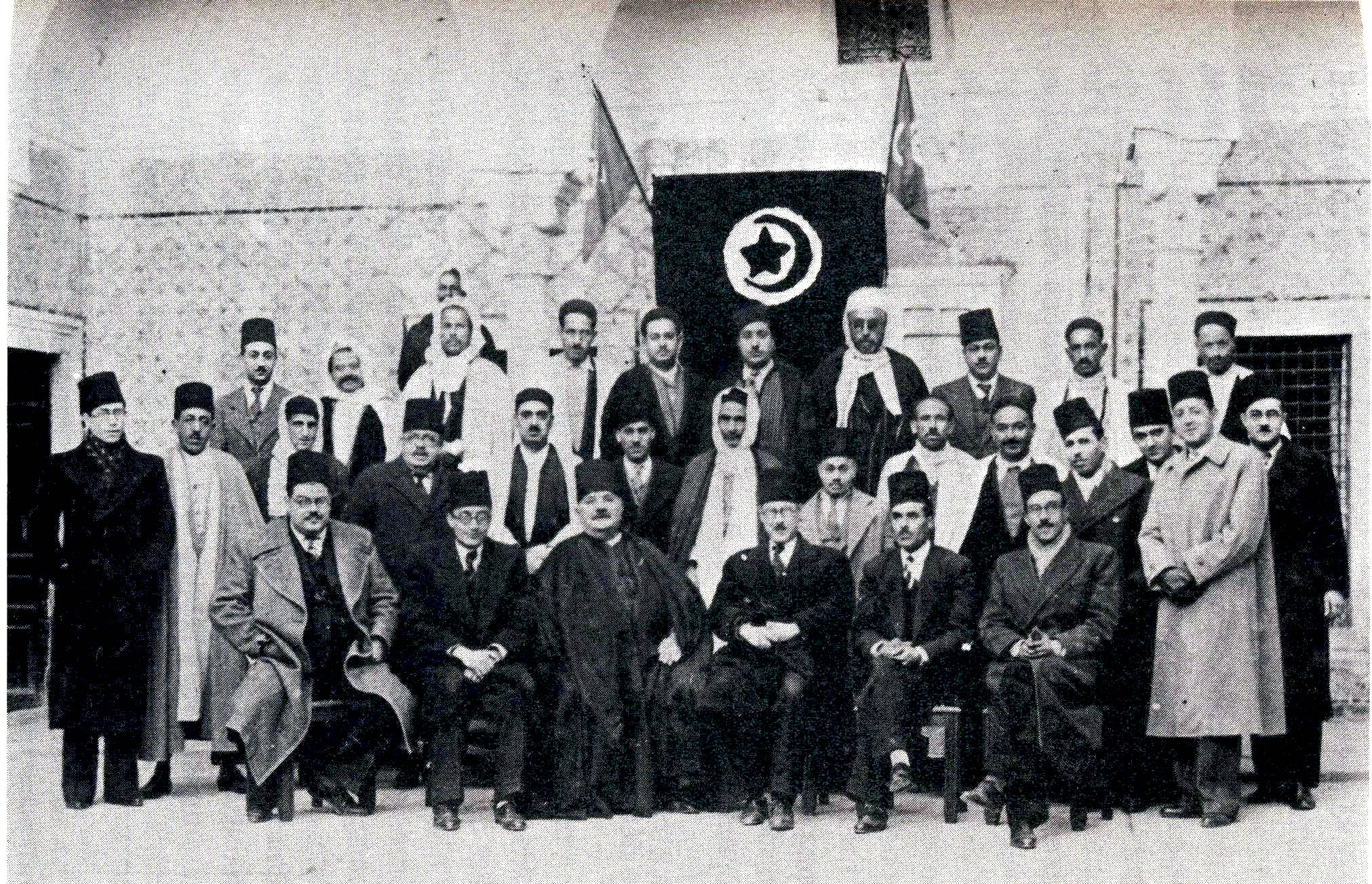
أعضاء المجلس الوطني لحزب الدستور'سالم الشاذلي واقف في الصف الأول على اليمين

عند عودته إلى تونس سنة 1934، انضم سالم الشاذلي إلى الحزب الدستوري الجديد. انتخب سنة 1935 عضوا بمجلسه الوطني ورئيسا للجنة السياسية. كان سنة 1937، من بين الأعضاء الثلاثين المنتخبين للمجلس الوطني أثناء مؤتمر نهج المحكمة Congrès de la rue du Tribunal (30 أكتوبر - 2 نوفمبر).

### رئيس حركة كشفية
اهتمَّ سالم الشاذلي منذ 1934 بالحركة الكشفية. ترأس الكشافة التونسيين المسلمين ثم أسس سنة 1936 جمعية الكشاف المسلم التونسي التي ترأسها طيلة سنوات عديدة. كان يمارس هذا النشاط في الطابق الأرضي لمكتب عيادته الطبية (90-92 شارع باب سويقة).

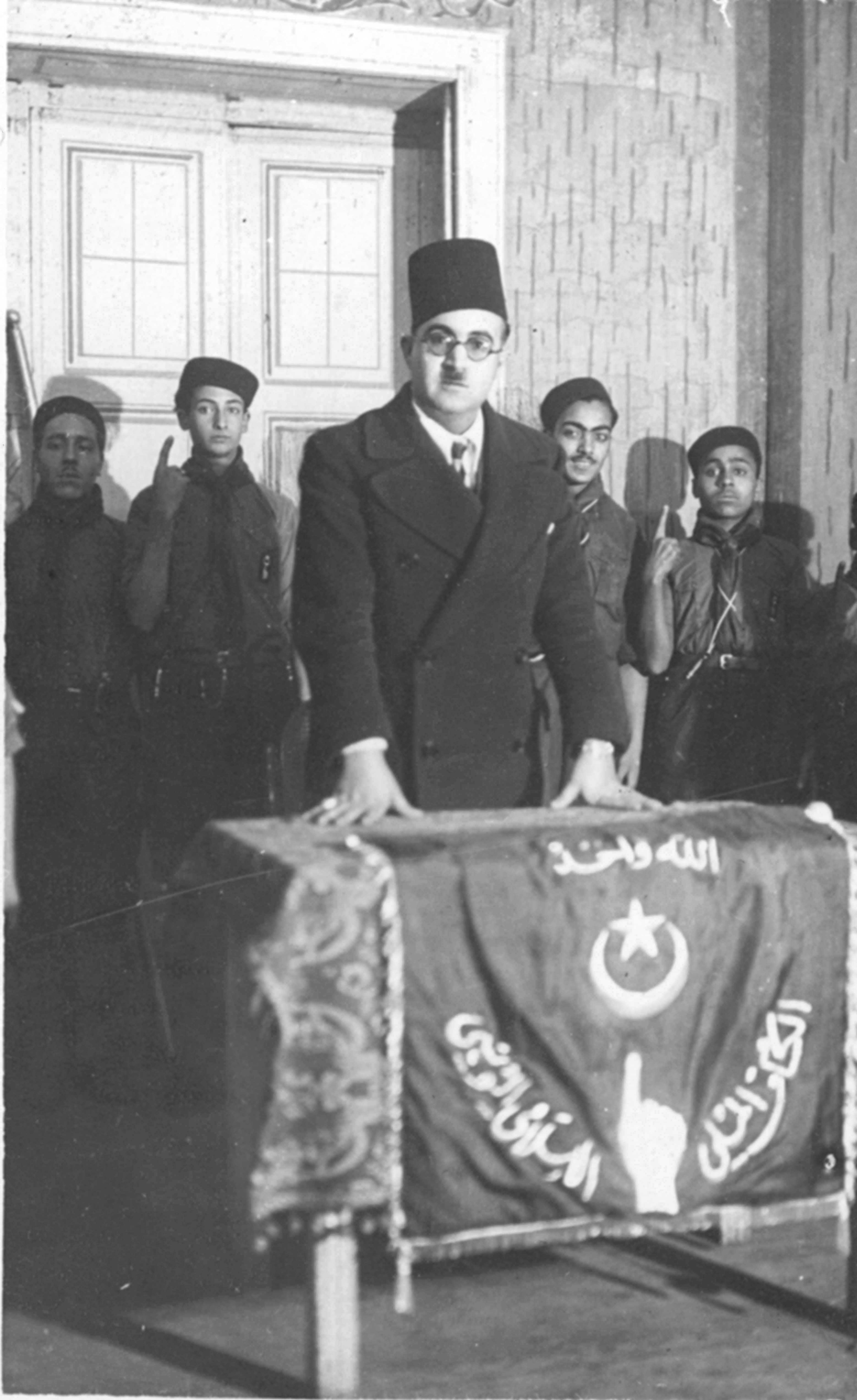
سالم الشاذلي مع الكشافين

إثر أحداث أفريل 1938، أجبِرت جمعية الكشاف المسلم التونسي على الانضمام إلى اتحاد كشفي فرنسي. فقاوم الكشافون المسلمون التونسيون محاولات الإدماج تلك. فقد كان النشاط الوطني الواضح وتسييس هذه الجمعية الكشفية، المتناقض تماماّ مع سياسة الحكومة الاستعمارية، موضوع تبادل ملاحظات تنذر بالخطر بين الاقامة العامة الفرنسية بتونس ووزارة الشؤون الخارجية بباريس.
تولّى الدكتور أحمد سطامراد سنة 1947، رئاسة تلك الجمعية الكشفية خلفا للدكتور سالم الشاذلي.

### طبيب ملتزم ورجل ثقافة

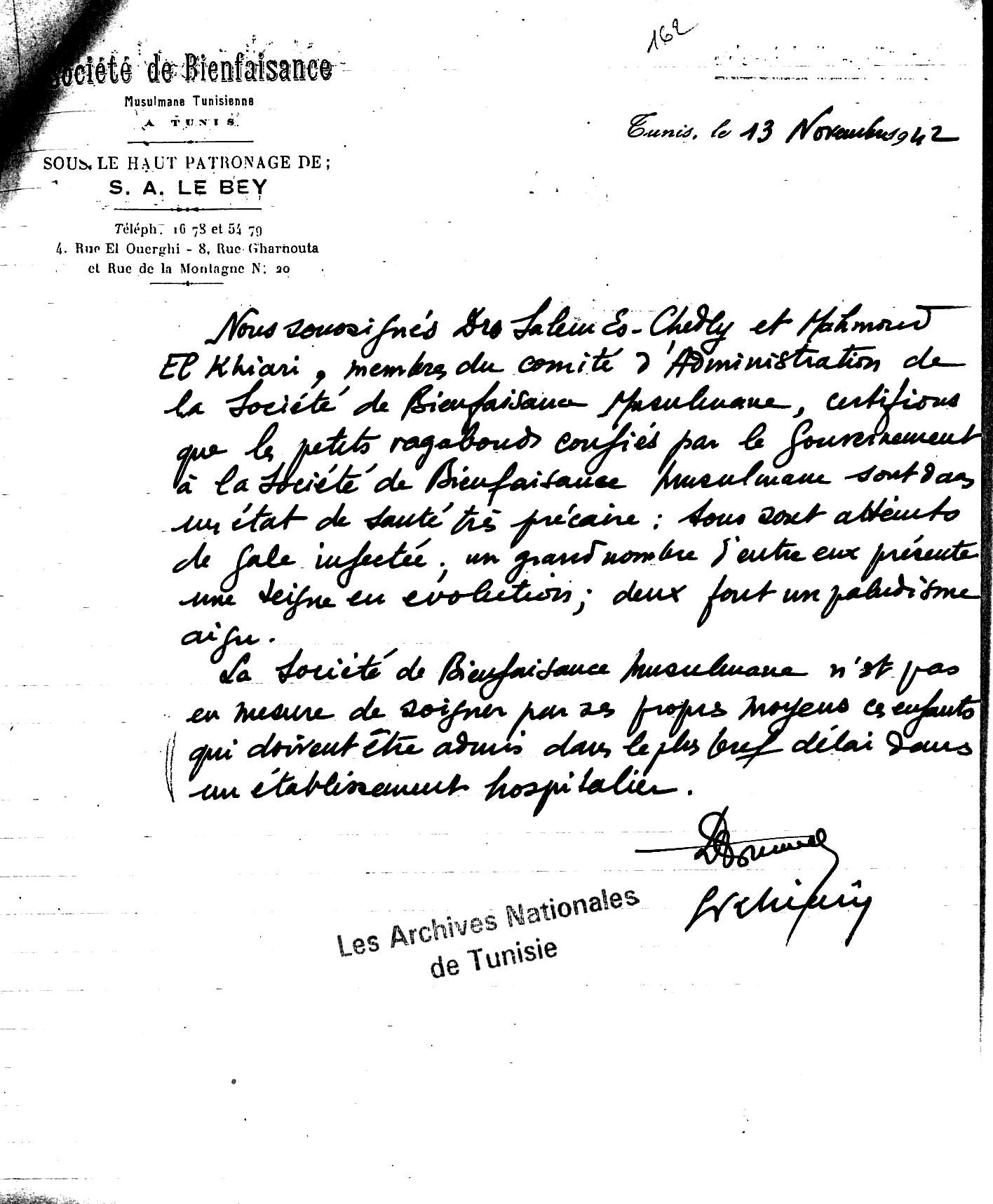
شهادة طبية للجمعية الخيرية الإسلامية التونسية.

كان سالم الشاذلي خلال إقامته بفرنسا، عضوًا في لجنة النشاط الفرنسي-الإسلامي لشمال إفريقيا، التي كان هدفها السهر على حماية المهاجرين من شمال إفريقيا. عند عودته إلى تونس، كان نائب رئيس الجمعية الخيرية التونسية الإسلامية وعضوا في لجنة إغاثة المحتاجين. وخصّص يوم الجمعة للعلاج المجاني للفقراء في عيادته.
ناضل سالم الشاذلي أثناء مهامه الإستشفائية للدفاع عن حقوق المرضى التونسيين (المسلمين واليهود). فقام بحملة ضد التمييز العنصري والمظالم التي يعانون منها. وواصل نضاله حتى خلال المصاعب التي لحقت به إثر إعفائه تعسّفيّا من عمله في جويلية 1948. في 10 ديسمبر 1948، وهو يوم اعتماد الإعلان العالمي لحقوق الإنسان، أطلق سالم الشاذلي نداء استغاثة إلى الأمين العام لمنظمة الأمم المتحدة، تريغفي لي، حتى يمنع تطبيق «مشروع قانون الوصاية على المسلمين المرضي عقليا»، الذي تنص على إلغاء شهادة الإقامة بالمستشفى التي يمنحها طبيب أجنبي عن المستشفى، وهو الضمان الوحيد لحماية المرضى من الاعتقال التعسفي بالمستشفى. أصرَّ على خطورة هذا المشروع واستنكر ذلك النصّ بشدة للعديد من المسؤولين: الوزير الأكبر محمد شنيق ووزير الصحة محمد بن سالم سنة 1950، والدكتور محمد غشام وزير الصحة سنة 1952 والوزير الأكبر محمد صلاح مزالي في 16 ماي 1954، أي حوالي شهر قبل وفاته.

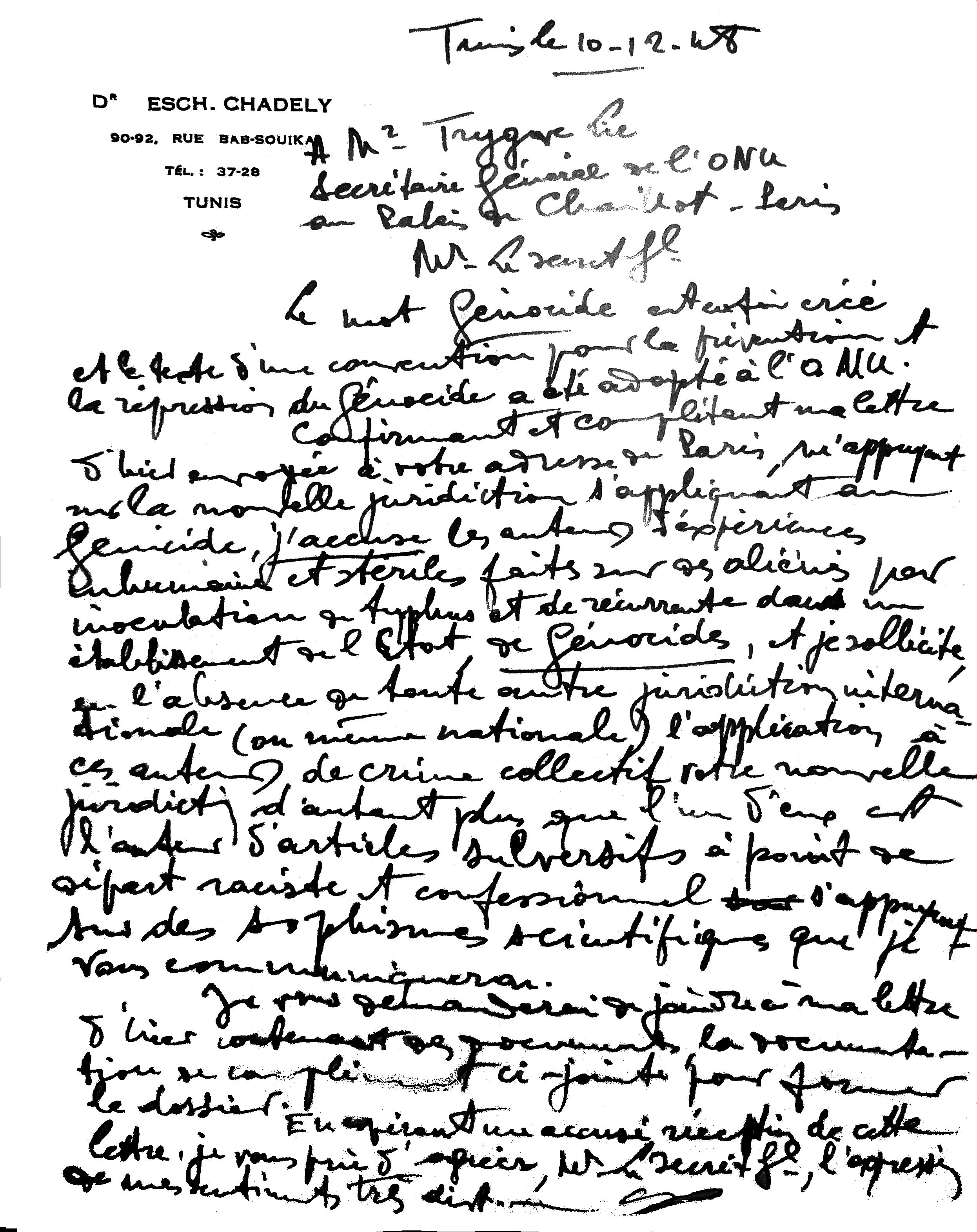
مسّودة الرسالة التي وجهها سالم الشاذلي إلى الأمين العام لمنظمة الأمم المتحدة يوم اعتماد الإعلان العالمي لحقوق الإنسان.

ندّد سالم الشاذلي باحتكار السلطة الاستعمارية ترويج التكروري (القنب الهندي) الذي كان يُلاحِظ آثاره الضارة على الصحة الجسدية والعقلية للمواطنين الفقراء أثناء ممارسته الطبية. وأرسل تقارير إلى المنظمة الغالمية للصحة (WHO) ومنظمة الأمم المتحدة ONU، مطالبا وقف زراعة وتوزيع المخدرات من طرف الدولة
أسّس سالم الشاذلي المجلات الكشفية الشعلة Le Flambeau والسّبيل Essabil، التي صدر عددها الأوّل في فيفري 1947، ويتواصل صدورها إلى يومنا هذا. كتب العديد من المقالات في مجلة الشاب التونسي Le Jeune Tunisien ، التي كان محررا مساهما فيها. وكتب أيضا في مجلتي ليلى Leïla وشمس الإسلام Chems El Islam. كما كان رئيس مكتب جمعية الفن الدّرامي الكوكب التّمثيلي وعضوًا في جمعية كتّاب إفريقيا الشمالية.
منحته أكاديمية التفاني الوطني الميدالية الذهبية للخدمات الاجتماعية والإنسانية التي قدَّمها (1950) وحصل على ميدالية تذكارية لحرب 1939-1945، مع شريط بعبارة: «دفاع سلميّ» (1953).

### أحداث فاصلة
في 14 جوان 1946 ارتكب جمع من الجنود أعمال عنف واغتصاب على سكان قرية زرمدين، لغرض العقاب الجماعي. أدان الرأي العام العالمي الفضيحة بشدة وطالب بفرض العقوبات. فأرسل الجنرال دوفال، القائد الأعلى للقوات التونسية، المتهمين الإثني عشر إلى مستشفى الأمراض العقلية بمنوبة لاختبار قدراتهم العقلية قصد إنقاذهم من المحاكمة. في غياب المدير الفرنسي للمستشفى كان سالم الشاذلي معوّضا له. فأكدّ بعد الاختبار مسؤولية الجنود الكاملة على أعمالهم.
في 23 أوت الموافق ل26 رمضان، انعقد سرّا المؤتمر الوطني التونسي، المعروف باسم مؤتمر ليلة القدر. اجتمع فيه ثلاث مائة مشارك من كل المناحي للتوقيع على بيان يعبّر عن تطلعات التونسيين ويطالب بالاستقلال. أعتقلت الشرطة التي تم تنبيهها، ستة وأربعين مشاركا في المؤتمر من بينهم سالم الشاذلي وأدانتهم بتهمة «إعادة تكوين تجمّع منحلّ والإضرار بأمن الدّولة الدّاخلي».

## طبيب نفساني تحت سلطة الحماية
بينما كان سالم الشاذلي يمارس مهنته في [./Https://fr.wikipedia.org/wiki/La%20Rochefoucauld%20(Charente) «لا روشفوكو» La Rochefoucauld] بفرنسا، دُعي إلى تونس سنة 1934 ليتقلّد الخُطّة المفتوحة لطبيب تونسي يتكلّم لغة المرضى بمستشفى الأمراض العقلية بمنوبة. هكذا أصبح أوّل طبيب نفساني تونسي. كُلّف بتسيير قسم استشفائي بقرار مؤرخ في 20 جوان 1934، وتولى خلال مهامه خطة مدير المستشفى بالنيابة مرَّتين، من 15 جويلية إلى 25 سبتمبر 1946 ثمّ من 15 أكتوبر 1947 إلى 31 جويلية 1948.
واجه سالم الشاذلي في ممارسة مهنته التصرّفات العدائية للأطباء الفرنسيين الذين كانوا يرفضون التعاون مع زميل من السكان الأصليين. فكانوا يشيدون بالنظرية التطورية المنتشرة بمدرسة الطب النفساني بالجزائر والتي تدَّعي أنّ سكان شمال إفريقيا يشكون من قصور خلقي (تكوين بدائي) يتّسم بالنقص الفكري، والجهل والسّذاجة والقابلية للإيحاء ممّا يجعلهم غير أكفاء للتقدّم والاستقلالية وممَّا يبررّ النظام الاستعماري. أكتشف سالم الشاذلي أيضا سوء المعاملة التي كان يتعرّض لها المرضى التونسيون الذين كانوا يمثلون أكثر من تسعة أعشار المرضى المقيمين بالمستشفى. فبينما كان المرضى الأوربيين يتمتعون بتغذية كافية، وبالسكنى في جناح جيد الصيانة وتخضع رعايتهم للمرسوم الصادر عن المقيم العام بتاريخ 7 ماي 1920، فقد كان المرضى التونسيون لا يعاملون كبشر، طعامهم وعلاجهم سيء، لباسهم رديء، يحشرون بأعداد هائلة في أجنحة مكتظة ومحرمون من الحماية بقانون ينظم إقامتهم بالمستشفى. والأخطر من ذلك أنّ سالم الشاذلي اكتشف التجارب التي تجرى في الخفاء على بعض المرضى. استنكر سالم الشاذلي تلك الانتهاكات في حملات صحفية وفي تقارير أرسلها إلى معهد باستور بباريس ووإلى منظمة الصحة العالمية ووإلى اللّجنة العالمية للدفاع عن حقوق الإنسان.
كانت تصرّفات سالم الشاذلي وآراؤه السياسية المخالفة «لــلولاء» المنتظر من موظف حكومي غير مقبولة لا سيمّا وأن نظامالحماية الفرنسي وضع قانونا للفرنسيين يخصّهم دون التونسيين بمناصب القرار في الوظيفة العمومية «ليحسنوا تدبير مصالح نظام الحماية».
لمّا علم سالم الشاذلي أنّ المجلس الفني للصحة اقترح إلغاء وظيفة الطبيب التونسي بمستشفى الأمراض العقلية بمنّوبة، وجَّه منشورا إلى المستشارين أعضاء المجلس الأعلى يدعوهم فيها إلى «التدخل لفائدة مرضى مستشفى منّوبة، أولئك الشهداء المساكين الذين أُنفق من أجلهم أكثر ممّا أكسب» [... ] «على أي حال فإنّ الإصرار الذي جعلني أنحت طريقا مأمونا على صخر الحياة في الخارج هو نفسه الذي يُملي عليّ اليوم ألاّ أغادر مستشفى منُّوبة مهما حدث"». لكن، لاستبعاد سالم الشاذلي من منصبه، تم إعداد تقرير قائم على الافتراء أساسه الوحيد أقوال بيار مارشال  Pierre Mareschal الطبيب المدير لمستشفى منّوبة الذي يشغل أيضا خطة مستشار فني للصحّة لدى الحكومة في مجال الطب النفساني والعصبي،، حيث أدان مارشال التحقيقات الطبية-القانونية التي ألقى فيها سالم الشاذلي مسؤولية قلة الرعاية التي يعاني منها المرضى التونسيون على نظام الحماية. كما شكّك تقرير مارشال دون مبرِّر، في لقب دكتور في الطب لسالم الشاذلي، في مصداقية شهادته في الطب النفساني، في ألقابه الجامعية، في التزامه بالمواعيد، في ضميره المهني وفي أخلاقه.
أُعفي سالم الشاذلي من مهامه بقرار 26 أفريل 1939. فتقدّم بطلب استئناف إلى مجلس الدولة بشأن «تجاوز السلطة من قبل الإدارة التونسية». ألغَى حكم مجلس الدولة الصادر في 20 نوفمبر 1942 قرار الإعفاء لعدم تطابقه مع القوانين الإدارية. لكن، في خرق مجدَّد للقوانين الإدارية، امتنعت السلط المعنية عن تنفيذ قرار إعادة سالم الشاذلي إلى وظيفته. لم يحصل سالم الشاذلي على نسخة من القرار ألا بعد سنتين، في 19 ديسمبر 1944، من قبل أحد رفاقه السابقين بالمدرسة الحرة للعلوم السياسية Science Po، لويس جاكينو، الذي كان عضوا في الحكومة المؤقتة للجمهورية الفرنسية في الجزائر العاصمة، فسلمّها إلى الإدارة. فاضطرت إدارة الصحّة العامّة إلى إمضاء قرار إعادة سالم الشاذلي إلى وظيفته وأستأنف عمله بالمستشفى في اليوم الموالي.
وجد المستشفى في حالة تدهور كامل. فالمرضى ولاسيّما التونسيين منهم عانوا كثيرا من الحرب العالمية الثانية. غادر مارشال الإدارة، لكنَّه احتفظ بمنصب المستشار الفني للصحّة لدى الحكومة في مجال الطب النفساني والعصبي، رغم الاتهامات المثقلة الموجهة إليه بسبب تعاونه مع النازيين. أما معوّضه الدكتور جان كارير Jean Carrere فقد غادر تونس في جويلية 1947، ببعد سنتين من إدارة المستشفى. سُمّي سالم الشاذلي طبيبا-مديرا للمستشفى بالنيابة بقرار 15 أكتوبر 1947. كان الطبيب الوحيد القائم على علاج 348 مريضا (231 من الرجال و117 من النساء). رغم ثقل المهمّة فقد حاول تحسين حالة المرضى. ينصُّ تقرير إداري بتاريخ أفريل 1948 : «الأجنحة المخصّصة للمرضى مضائة، حسنة التهوئة ودافئة في الفصل البارد ورغم الازدحام فهي نظيفة [...]. غذاء المرضى جيّد وهم لا يشتكون من نقص الطعام، باستثناء المصابين بالشره المرضي [...]. لا يوجد حاليا، إلا أربعة أجنحة للمرضى: جناح سريو Sérieux وبينال Pinel المخصّصان للمرضى الذكور (رجال وأطفال) مهما كانت جنسيتهم وجناح دقوني Dagonet وبروسال  Perrussel المخصّصان للنّساء. يتم إيواء المريض المقبول للمراقبة في الجناح حيث يوجد مكان شاغر».
إذن لم يعد الدكتور سالم الشاذلي يفصل بين المرضى حسب جنسيتهم. لم يُستنكر هذا التوجه الجديد صراحة في المراسلات الإدارية لكنّ جان كرير Jean Carrère أدانه بوضوح في مقال له نشر في أكتوبر 1948: «الاختلاط والتجاور وتنوع المرضى المختلفين اجتماعيا وصحيّا ودينيّا يؤدي إلى العنصرية. وهذا له تأثير مؤسف على المرضى عقليا من الأوروبيين. فقد أصاب الأستاذ بورو Porot عندما كتب: من الضروري حماية من لا ينتمي إلى البلد من أصيل البلد[...]. هناك استحالة نفسانية للخلط بين فئات مختلفة من المرضى علاوة على أن تسند رعايتهم إلى ممرّضين مسلمين في أغلبهم، فمن المحتمل أن نرى أو نخمن عددا من المضايقات بعضها خطير جدّا، لها منطلق عنصري: من بينها مثلا ما يقوم به الممرضون من إنقاص وجبة غذاء المرضى غير المسلمين لفائدة مرضى مسلمين في أيام رمضان [...]. إن مقاومة الاكتظاظ بالأقسام الإستشفائية عمل مستعجل».

### إعداد المؤامرة
كتب برنيي Bernier في تقريره: «لا يمكنني الحكم على عدم كفاءة الدكتور سالم الشاذلي لكنّه يبدو لي محبوبا من مرضاه». وبالتالي، نظرا لعدم تمكن تحقيق برنيي الموجّه لهذا الغرض في أفريل 1948 ولا المجلس الطبي من تقديم أسباب تأديبية وجيهة تبرّر قرار إنهاء مهامّ سالم الشاذلي، تم التخطيط لمؤامرة في أعلى مستويات السلّم الإداري. إذ كان على الملّف أن يكون «غيرَ قابل للطعن من الناحية القانونية» خاليا من أيّ ثغرة من شأنها أن تسبب رفضا جديدا للقرار الحكومي من طرف مجلس الدّولة. في 5 جويلية 1948، كلّف وزير الصحّة ماريشال بالتحقيق في طرق العلاج التي يستعملها سالم الشاذلي بالمستشفى. واستُعمِل تقريره التشهيري، لإقامة مراسلة مصطنعة بين وزارة الصحة والمواطنين بباريس والإقامة العامة. كما انه اعتُمد كتعلّة لإيقاف سالم الشاذلي مؤقتا عن العمل «لضرورة الخدمة» بقرار 30 جويلية 1948. عاد ماريشال إلى منصبه كمدير للمستشفى وأدار بقية العمليات بموافقة الإدارة ودعمها. كان لابّد من الحصول على إقصاء سالم الشاذلي قبل انتهاء مدّة قرار الإيقاف المؤقَت عن العمل. وبما أن قرار الإقصاء لا يمكن أن يصدر إلا بعد تحقيق يقوم به طبيب مختصّ في الطب النفساني، دعي الدكتور لويس لو جيلان Le Guillant Louis، وهو خبير فنّي لدى وزارة الصحّة والمواطنين بباريس، إلى مهمّة أمرت بها باريس وموّلتها الحكومة التونسية. قدّمته الصّحافة التونسية بصفة كاذبة على أنّه «طبيب مراقب لمستشفيات الأمراض العقلية في وزارة الصحّة والمواطنين».
تمّ التحقيق تحت إشراف ماريشال في مستشفى الأمراض العقلية بمنوبة بعد أكثر من شهر على رحيل سالم الشاذلي. وكانت أربعة أيّام، من 6 إلى 10 سبتمبر 1948، كافية للو جيلان حتى يسلم تقريرا ضخما مليء بالشتائم والاتهامات بالعديد من الممارسات الطبية الخاطئة والتقصيرات الخطيرة للواجبات المهنيّة وكانت خاتمة التقرير على النحو التالي: «من الضروري، إذا أردنا أن نضع حدا حقيقيا ومرضيا لهذه القضية، أن نحصل على حكم مزدوج ضدّ الدكتور سالم الشاذلي على المستويين الإداري والمهني. بالإضافة إلى ذلك فإن القرار الذي اتّخذ ضد الدكتور سالم الشاذلي بإيقافه عن العمل يمثل بلا شكّ عقوبة، من المهمّ تبريرها. نقترح شخصيا حلّ إحالة الدكتور سالم الشاذلي على مجلس التأديب وعمادة الأطبّاء. وقد حرّرنا تقريرنا من هذا المنظور ولذلك قضينا وقتا طويلا لفحص الوقائع التي يمكن الاحتجاج بها ضد الدكتور سالم الشاذلي وأسسها النظريّة».

### نتائج المؤامرة
اُُتّبِعت هذه التعليمات بحذافيرها وأدَّت بسالم الشاذلي أمام المحاكم التأديبية مهنيّا وجزائيا. نزلت العقوبات الإدارية والقضائية الموصي بها على سالم الشاذلي كساطور المقصلة: الإقصاء من مستشفى الأمراض العقلية والمنع النهائي من ممارسة الطب.
استُخدمت الدواليب الإدارية في مواجهة الطعون التي قدَّمها سالم الشاذلي على الحكم إلى مجلس الدولة والقضاء، لدعم الاتهامات وإفشال الأدلة على التي لا أساس لها بطرق عديدة: اختلاس إحدى الوثائق من الملف ليفقد حجته الأساسية، العمل على تعديل عديد النصوص القانونية المسيِّرة لتكوين المحاكم التأديبية وطرق اشتغالها لتوافق ما يحتاجونه لكسب القضية، تغيير الوضع القانوني لسالم الشاذلي دون علمه وحتى استحداث مرسوم مزيّف لتأسيس مستشفى الأمراض العقلية بمنوبة وضعته الإقامة العامّة في ملف استئناف الحكم أمام مجلس الحكومة. يحتفظ أرشيف الإدارة الفرنسية والتونسية الوثائق التي تثبت تلك المناورات. ورغم توضيح بطلان تلك الاتهامات، تمسكت محكمة الاستئناف بتونس بالحكم الذي يمنع ممارسة الطبّ بتخفيض العقوبة إلى 18 شهرا (1951) ورفض مجلس الدولة دعوى سالم الشاذلي لاستئناف الحكم في 1955.
في هذه القضية كان التصريح بالحكم مخالفا للقانون، باسم الحفاظ على النظام الاستعماري. قُمع تمرّد سالم الشاذلي على هذا النظام بتعذيب معنوي في غاية العنف. لكن رغم عجز سالم الشاذلي على إبلاغ صوت الحقيقة ورغم معاناته من هذا الضرر المعنوي الجسيم، لم يستسلم أمام تلك المحن فواصل بشجاعة بطوليّة صراعاته ضدّ ذلك البلاء ومن أجل الدّفاع عن حقوق المرضى. لكنّ تلك المصائب انتهت إلى تدمير صحّته فتوفي بنوبة قلبية ليلة 10 جوان 1954. كتب: «كان ذلك بمناسبة عملي كطبيب في مستشفى الأمراض العقليّة بمنوبة، المؤسسة الوحيدة من نوعها في تونس، إذ تمّت إحالتي على مجلس التأديب الذي حرمني من ممارسة الطبّ، في سنّي هذه، بعد حياة مليئة بالاستقامة والإحسان، لا تشوبها شائبة، أرادوا هكذا، اغتيالي واطفاء سلالتي كما لو كنت قاطع طريق». وكتب في موضع آخر مدقّقا: «لم يتعرض أي عضو من أعضاء الحزب الدستوري للمضايقة أكثر مني، دون علم الرأي العام والقضاة، لكنّ قناعتي السياسية لم تتغيّر أبد».

## احياء ذكرى وتكريم

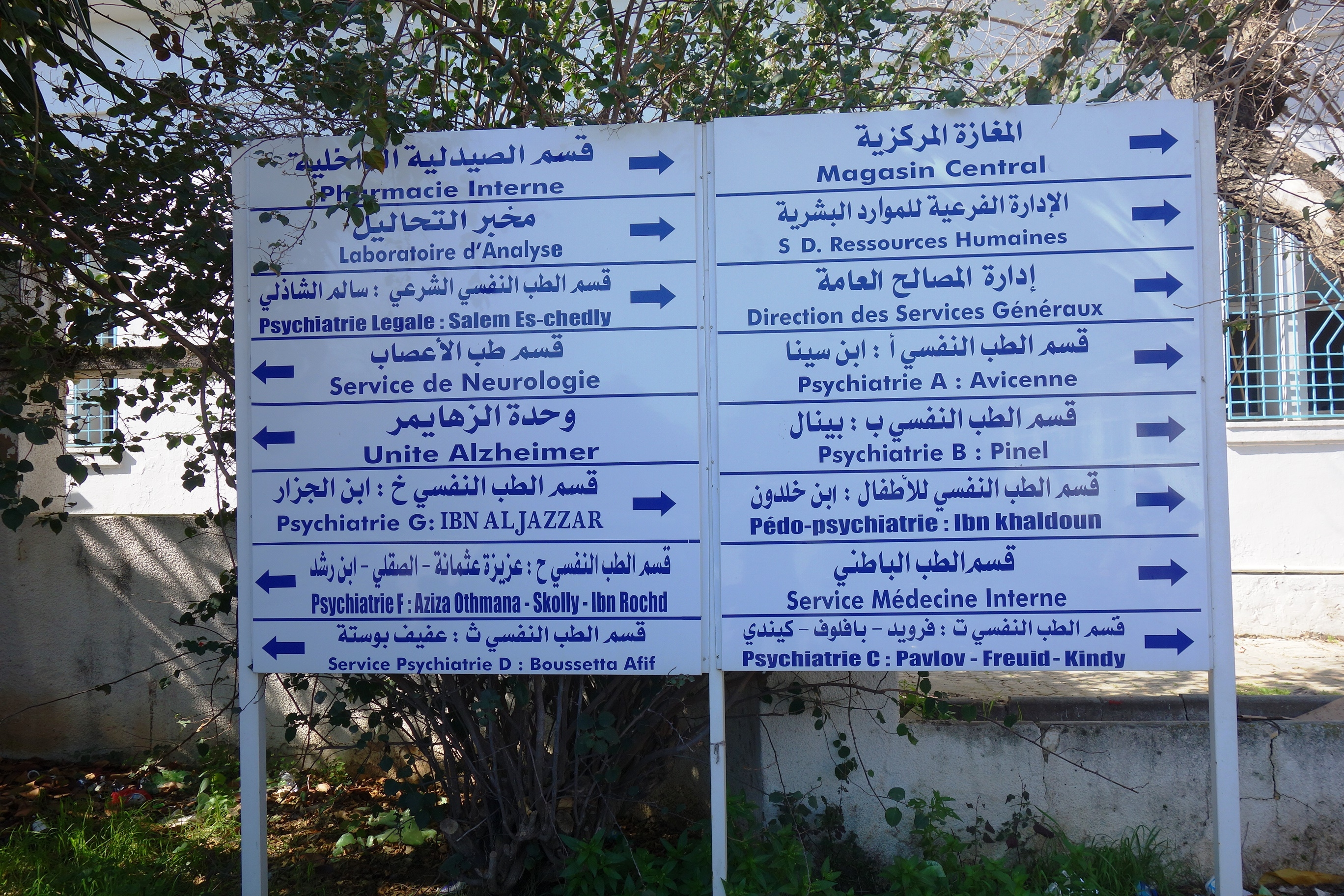
لافتة تعرّف بأقسام مستشفى الرازي

ظلت ذكرى سالم الشاذلي ونضاله مجهولة في تونس مدّة طويلة. تركت الاتهامات التي راجت في المجال الطبي والمجتمع التونسي شكوكا تحوم حول صفاته الإنسانية وممارسته المهنية. لقد استغرق القاء الضوء على هذه القضية وحتى يتم أخيرا تكريم سالم الشاذلي، عقودا. فكُتبت عنه العديد من المقالات ونشر المعهد الاعلى لتاريخ الحركة الوطنية سيرته الذاتية ونظم أيامًا علمية على شرفه.
نظم مستشفى الرازي (مستشفى الأمراض العقلية بمنوبة سابقاً) حفل تكريم تحت إشراف وزارة الصحة والجمعية التونسية للطب النفساني، أسندت إليه خلاله العضوية الشرفيّة بعد وفاته.
وأُطلِق اسمه على قسم الطب النفساني الشرعي تكريما له.

## الفهرس
- Halé Eschadely (2014). De l'ombre vers la lumière (بالفرنسية). Tunis: المعهد العالي لتاريخ الحركة الوطنية. p. 637. ISBN:978-9973-944-38-2..